# Kastel-Staadt
Pour les articles homonymes, voir Kastel (homonymie).
Kastel-Staadt est une municipalité de la Verbandsgemeinde Saarburg-Kell, dans l'arrondissement de Trèves-Sarrebourg, en Rhénanie-Palatinat, dans l'ouest de l'Allemagne.